# Jämsänkoski
Jämsänkoski este o fostă comună din Finlanda.